# Big Bend (Kalifornija)
Big Bend je naseljeno područje za statističke svrhe u američkoj saveznoj državi Kalifornija. Prema popisu stanovništva iz 2010. u njemu je živjelo 102 stanovnika.